# Mornac-sur-Seudre
Mornac-sur-Seudre è un comune francese di 843 abitanti situato nel dipartimento della Charente Marittima nella regione della Nuova Aquitania.
Come si evince dal nome, il territorio comunale è bagnato dal fiume Seudre, trovandosi sulla riva sinistra del suo estuario.

## Società

### Evoluzione demografica
Abitanti censiti

## Amministrazione

### Gemellaggi
- Antey-Saint-André, dal 1989

## Monumenti e luoghi di interesse
Il borgo è dominato dal campanile fortificato della Chiesa di Saint-Pierre, costruita, come si legge nel segnale informativo posto accanto all'edificio, sulla base di un edificio romano che degli scavi archeologici hanno riportato alla luce nel 1952. L'incendio del 2 agosto 1943 aveva segnato l'identità del villaggio.